# Karwinskia umbellata
Karwinskia umbellata là một loài thực vật có hoa trong họ Táo. Loài này được (Cav.) Schltdl. mô tả khoa học đầu tiên năm 1841.